# Vlaardingen
Vlaardingen er en by og kommune i provinsen Zuid-Holland i Nederlandene. Kommunens totale areal er 26,71 km² (hvoraf 2,95 km² vand), og indbyggertallet er på 73.924 (2021).